# اريك فلويد
اريك فلويد (بالإنجليزية: Eric Floyd)‏ هو لاعب كرة قدم أمريكية أمريكي، ولد في 28 أكتوبر 1965 في روما في الولايات المتحدة.

## وصلات خارجية
- اريك فلويد على موقع مرجع كرة القدم المحترفة.كوم (الإنجليزية)